# 한국항공우주산업
한국항공우주산업(韓國航空宇宙産業(株), Korea Aerospace Industries, Ltd.)은 대한민국의 T-50 고등훈련기와 한국형 기동 헬기 수리온을 개발한 민간 방산업체이다. 2017년 기준으로 대한민국 최대 방산업체로, 줄여서 '카이'(KAI) 또는 '한국항공'이라고도 부른다. 김대중 정부 시절 IMF 구조조정 과정에서 적자에 시달리던 항공사를 통폐합하는 일의 일환으로 1999년에 설립된 항공기 종합 개발 회사로 중요한 국가 방위 산업체이다.
대한민국에서 완제품 항공기를 제작하는 유일한 항공 방위산업체(항공기 종합 개발 회사, 국가 방위산업체)로서, 국군의 날인 1999년 10월 1일 출범하였다. 2005년 서울특별시에서 사천으로 본사를 옮겼다. 경상남도 사천시 사남면에 본사와 비행장이 위치하고 있고, 그 외에 많은 지역에 본부를 두고 있다. 1999년 통합 당시 대한항공은 거부하고 참가하지 않았으며, 그 때문에 국방 체계 계열화에 일정기간 배제되었다가 최근 해제되기도 하였다. 2014년 현재 KAI는 흑자기업이지만 대한항공은 적자기업이며, 대한항공은 KAI의 정부지분(산업은행) 인수를 노렸지만 되지 않았다.
독자 개발 항공기 외에 항공기 부품, 헬기, 미사일, 인공위성 발사체, 소프트웨어 등을 개발하고 다른 회사의 항공기에 대하여 개조, 정비, 성능 개량 사업 등을 하고 있다. KAI는 향후 고정익, 회전익, 민수사업, 항공기 후속지원 등 크게 4개의 사업군으로 사업을 재정립하여 선택과 집중에 의해 사업을 추진함으로써 ‘2020년 항공우주 Total Solution ’업체로 성장할 중장기 비전 전략을 수립하였다. KAI는 그동안 군단급 무인 정찰기 송골매를 개발·양산하고 후속지원과 성능개량사업을 수행해왔다. 스텔스 유무인 혼용기(OPV:Optional Piloted Vehicle), 스텔스 무인공격기(UCAV)등을 자체 연구·개발 중이다.

## 사업

### 군사용
- KF-16 Block 52+ 전투기
- KT-1 웅비 초등훈련기
- KA-1 전술통제기/경공격기
- T-50 골든이글 고등훈련기
- F-15K의 날개 및 전방 동체 부분
- AH-64D 아파치 헬기 동체
- 육군, 해군, 공군 UH-60P 개량사업
- A-10C 날개
- FLIR(전방관측 적외선장치) 개조
- 수리온 기동 헬기
- P-3C개량 사업: 미 해군 P-3C를 도입하여 P-3CK 사양으로 개량
- 송골매 군단급 무인 정찰기(UAV)

### 민간용
- 나라온(KC-100/KT-100)
- 보잉 717의 날개
- 보잉 747 날개구조물 제작
- 보잉 737
- 보잉 747-8
- 보잉 767
- 보잉 777
- 보잉 787의 날개 일부 , 787 프로그램 공동개발 파트너
- 에어버스 A350의 날개 일부
- 보잉 상용기 제품군의 구조물 제작
- 이스라엘 25인승 제트여객기 제작
- A320, A321 sec 16a 동체생산

### 위성
- 아리랑 1, 2, 3, 3A, 5호 다목적 실용 위성

### 초음속 고등훈련기T-50
고등훈련기는 국방과학연구소 주관으로 KTX-2(골든이글)이라는 이름으로 1992년부터 1997년까지 개념 연구와 탐색 개발을 수행했다. 체계 개발 단계에서 업체 주관(당시 삼성항공, 현재는 한국항공우주산업)으로 사업전환되어 국방과학연구소는 업체에 기술 이전 및 전수를 위해 1년 6개월의 브릿지 프로그램(기술 이전 및 전수 사업)을 수행했다. 체계 개발 단계는 대한민국 공군이 70%, 미국의 록히드 마틴이 비행 제어 및 항전 시스템 분야에 30%의 개발비를 투자한 국책 사업으로 한국항공우주산업(당시 삼성항공이 주관한 후, 삼성항공, 대우중공업 항공부문, 현대항공 3사가 통합됨)이 개발 주관 업체로 하여 1997년부터 시작하여 2006년 1월에 완료되었다. T-50은 당초 KTX-2 (당시 기본훈련기는 KTX-1)를 2000년경 공군에서 재명명한 것이다.
양산을 시작한 T-50 (일명 골든이글)은 공군과 체계 개발 계약을 체결하고 미국 록히드 마틴 사와 공동으로 대한민국에서 최초로 개발한 초음속기이다.
1992년부터 개발 검토를 시작하였으며 1997년 국책 사업으로 체계 개발에 착수하여 2006년 1월 최종 개발이 완료되었다. 이로써 대한민국은 세계에서 12번째로 독자 모델 항공기의 초음속 비행에 성공한 국가가 되었다. T-50은 F-16에 비해 무게가 77%밖에 되지 않는 작은 크기에 성능이 제한되기는 하지만 공격기로도 사용이 가능하다. 현재 순수 고등훈련기인 T-50, 전술입문훈련기 TA-50, 무장 공격기인 FA-50의 세 가지 버전이 있다. 최대속도는 마하 1.5이다.

## 차기 사업 관련
- 한국형 헬기 사업 참조
- 한국형 공격헬기 사업 LAH
- 대한민국 차세대 전투기 사업 (KF-X): 차세대 한국형 전투기 개발사업(Korea Fighter eXperimental, 일명 "보라매사업")은 현재 한국공군의 주력기종인 F-4/F-5 노후화에 따른 대체를 위해 사업이 계획되었으며, '13.12월 체계개발예산 편성 확정을 바탕으로 F-16+@ 개발 계획으로 추진 되고 있다. KF-X는 향후 우리 공군의 주력전투기로 사용될 예정으로 2014년 이후 우리 공군의 작전능력 및 항공산업 발전 등 다양한 측면을 고려하여 개발 추진중이다.

## 방위사업청
대한민국 방위사업청은 항공 분야의 방위 산업 업무도 담당하고 있으며 방위사업청 사천사무소는 한국항공우주산업에서 생산되는 제품의 현장 관리를 맡고 있다. 2007년 9월 4일에 업무를 시작하였다.

## 사건/사고
2017년 분식회계 사건으로 전 사장 하성용이 구속되고, 신임 사장에 김조원이 취임하였다. 2019년 7월 김조원 대표이사가 사임함에 따라 최종호 일시대표이사가 법원에 결정에 따라 선임되었다.

## 같이 보기
- 대한민국 공군